# Daniel Malhue
Daniel Ignacio Malhue Toro (Santiago, Región Metropolitana, Chile, 13 de febrero de 1995) es un futbolista profesional chileno que se desempeña como delantero y actualmente milita en los Kansas city comets de la primera división de fútbol indoor 

## Trayectoria

### Colo-Colo
Debutó por el equipo albo en un amistoso contra Olimpia de Paraguay en el Estadio Monumental, en la goleada del Cacique por 4-0, en la conmemoración de los 23 años del confronte entre colocolinos y olimpistas, por la final de la Copa Libertadores de América 1991, que la ganó precisamente el equipo chileno.
Su estreno oficial en el primer equipo de Colo-Colo se produjo el 17 de mayo de 2014, en compromiso válido por la Copa Chile 2014-15, donde ingresó a los 68' de juego en reemplazo de Mathías Vidangossy en la derrota alba por 0 a 1 ante Palestino.

## Estadísticas
| Club                    | Div.             | Temporada        | Liga  | Liga  | Copas nacionales | Copas nacionales | Torneos internacionales | Torneos internacionales | Total | Total | Media goleadora |
| Club                    | Div.             | Temporada        | Part. | Goles | Part.            | Goles            | Part.                   | Goles                   | Part. | Goles | Media goleadora |
| ----------------------- | ---------------- | ---------------- | ----- | ----- | ---------------- | ---------------- | ----------------------- | ----------------------- | ----- | ----- | --------------- |
| Colo-Colo 'B' · Chile   | 3.ª              | 2012             | 10    | 0     | —                | —                | —                       | —                       | 10    | 0     | 0.00            |
| Colo-Colo 'B' · Chile   | 3.ª              | 2013             | 6     | 0     | —                | —                | —                       | —                       | 6     | 0     | 0.00            |
| Colo-Colo 'B' · Chile   | 3.ª              | 2013-14          | 9     | 2     | —                | —                | —                       | —                       | 9     | 2     | 0.22            |
| Colo-Colo 'B' · Chile   | Total club       | Total club       | 25    | 2     | 0                | 0                | 0                       | 0                       | 25    | 2     | 0.08            |
| Colo Colo · Chile       | 1.ª              | 2014-15          | —     | —     | 4                | 0                | —                       | —                       | 4     | 0     | 0.00            |
| Colo Colo · Chile       | Total club       | Total club       | 0     | 0     | 4                | 0                | 0                       | 0                       | 4     | 0     | 0.00            |
| Trasandino · Chile      | 3.ª              | 2015-16          | 25    | 13    | —                | —                | —                       | —                       | 25    | 13    | 0.52            |
| Trasandino · Chile      | Total club       | Total club       | 25    | 13    | 0                | 0                | 0                       | 0                       | 25    | 13    | 0.52            |
| Coquimbo Unido · Chile  | 2.ª              | 2016-17          | 11    | 0     | 1                | 0                | —                       | —                       | 12    | 0     | 0.00            |
| Coquimbo Unido · Chile  | 2.ª              | 2017             | 11    | 1     | 1                | 0                | —                       | —                       | 12    | 1     | 0.08            |
| Coquimbo Unido · Chile  | Total club       | Total club       | 22    | 1     | 2                | 0                | 0                       | 0                       | 24    | 1     | 0.04            |
| Deportes Temuco · Chile | 1.ª              | 2018             | 4     | 0     | —                | —                | 1                       | 0                       | 5     | 0     | 0.00            |
| Deportes Temuco · Chile | Total club       | Total club       | 4     | 0     | 0                | 0                | 1                       | 0                       | 5     | 0     | 0.00            |
| Total en carrera        | Total en carrera | Total en carrera | 76    | 16    | 6                | 0                | 1                       | 0                       | 83    | 16    | 0.19            |
| 1. 2. 3.                |                  |                  |       |       |                  |                  |                         |                         |       |       |                 |